# 伊佐鉱山
伊佐鉱山（いさこうざん）は山口県美祢市に所在する鉱山である。UBE三菱セメントにより、露天掘りでの石灰石採掘が行われている。2025年4月1日付で、「宇部伊佐鉱山」から「伊佐鉱山」に名称が変更された。

## 歴史
1946年（昭和21年）9月に宇部興産（現: UBE）の伊佐採石所（現: 伊佐鉱山 伊佐鉱区）を発足し鉱山開発を開始、1948年9月より採掘を開始した。1955年には隣接地に伊佐セメント工場（現: 山口工場 伊佐地区）が完成し、シャフトキルンを使用したセメントクリンカーの製造を開始した。1965年より周辺の土地の取得を始め、1973年から丸山鉱区、1982年からは雨乞鉱区での採掘を開始。3鉱区を合わせて、年間で約800万トンの石灰石を産出した。2016年11月16日には、累積出鉱量が5億トンに達した。2018年11月4日からは、4番目の鉱区となる金山鉱区からの出鉱を開始している。2023年度は年間で約600万トンの生産量であった。

## 特徴
4鉱区中最大規模の伊佐鉱区は深さ100m以上、直径は約1.2Kmにおよぶ。伊佐鉱区は市街地に近接し、人家に最も近いところで150mほどしかない。発破に制約があることから、奥村組土木興業に発注し、ヴィルトゲン社の岩盤切削機を使用した採鉱が行われている。工場で消費する電力は自家発電で賄い、2014年実績で廃棄物の原料代替利用116万トン、熱エネルギーとして9万トン消費している。山口工場（伊佐地区）の工程はクリンカーの製造までであり、セメントに仕上げる工程は宇部市の山口工場（宇部地区）で行われる。クリンカーおよび他の事業所等で使用される石灰石は宇部伊佐専用道路で輸送される。
同鉱山の伊佐鉱区と丸山鉱区では水がたまりやすいため、石灰石を発破する際、従来のアンホ爆薬よりも耐水性の高いバルクエマルション爆薬が導入されている。